# 太田山神社
太田山神社（おおたさんじんじゃ）とは、北海道久遠郡せたな町にある神社である。北海道本土で最も西に位置する神社であり、また道南五大霊場の一つであるとされている。地元では太田神社または太田の神社とも呼ばれ、猿田彦大神を祀る。旧社格は村社（太田神社）。

## 歴史
- 嘉吉年間（1441 - 1443年） 創立されたと伝えられている。
- 享徳3年（1454年） 松前藩祖、武田信広らが太田に上陸した際に太田大権現の尊号を賜わり、以来、航海の安全と霊神の加護として信仰されている。
- 寛文年間（1660年代） 美濃国の僧・円空がこの地を訪れ修行をし、多くの仏像を彫ったと伝えられている。
- 寛政元年（1789年） 菅江真澄が太田山に登り記録を残す。
- 宝永元年（1704年） 正光空念が納経する。
- 明治4年（1871年） 神仏分離令により、太田山山麓に大日堂を建立して神社に奉納されていた大日如来などの仏像を移した。
- 大正11年（1922年） 山火事により、本殿、仏像が焼失。本殿が再建されると共に女人堂を新築する。

## 立地
江差町の笹山稲荷、函館市の恵山賽の河原、奥尻町の賽の河原、八雲町の門昌庵とともに、道南五大霊場の1つに数えられている。
当神社は太田山の中腹にあり、社殿までの道程は急勾配の階段を始め、両側に設置されたロープを使わなければ登れない、降りられないほどの山道である。
北海道道740号北檜山大成線沿いに最初の鳥居が建っているが、そこからは平均45度の斜度を持つ急峻で長い石段が現れる。それを過ぎると草木の生い茂る獣道にも似た山道や足場が続く。付近一帯はヒグマ、ブヨ・蚊・ハチやマムシに遭うことがあり注意・対策が必要である。途中には仏像が置かれた大石や女人堂があり、山道の最後に高さ7mはある北尋坊の崖がある。そこに設置された鉄輪とロープを使って登ったところに太田山神社の本殿が建っている。

## 木喰の来訪
甲斐国出身の木食僧である木喰は生涯に渡り多くの仏を残し、「木喰仏」と呼ばれた。木喰は安永7年（1778年）6月に弟子の木食白道とともに蝦夷地を訪れており、安永9年（1780年）5月まで滞在している。木喰は蝦夷地において造像活動を始め、二海郡八雲町の門昌庵の諸像は初期の作例とされていたが、2004年の調査で蝦夷地における初期の木喰仏は弟子の白道の作例であることが判明した。
また、木喰は太田山神社を訪れ円空仏を実見したことにより造像活動を開始したとする説がある。木喰が円空や円空仏に関して直接言及した史料は残されておらず、門昌庵の『納経帳』の存在から木喰が太田山神社を訪れたとする説があるが、異説もある。一方で、弟子の白道は『木食白導一代記』において太田山神社を訪れた記録を残し、多数の仏を見たと記録している。

## アクセス
国道229号大成区宮野の交差点を北海道道740号北檜山大成線に入り大成市街地方面へ。帆越山トンネルを抜けて山側（右手）に太田山神社、海側（左手）に太田神社がある。

## ギャラリー

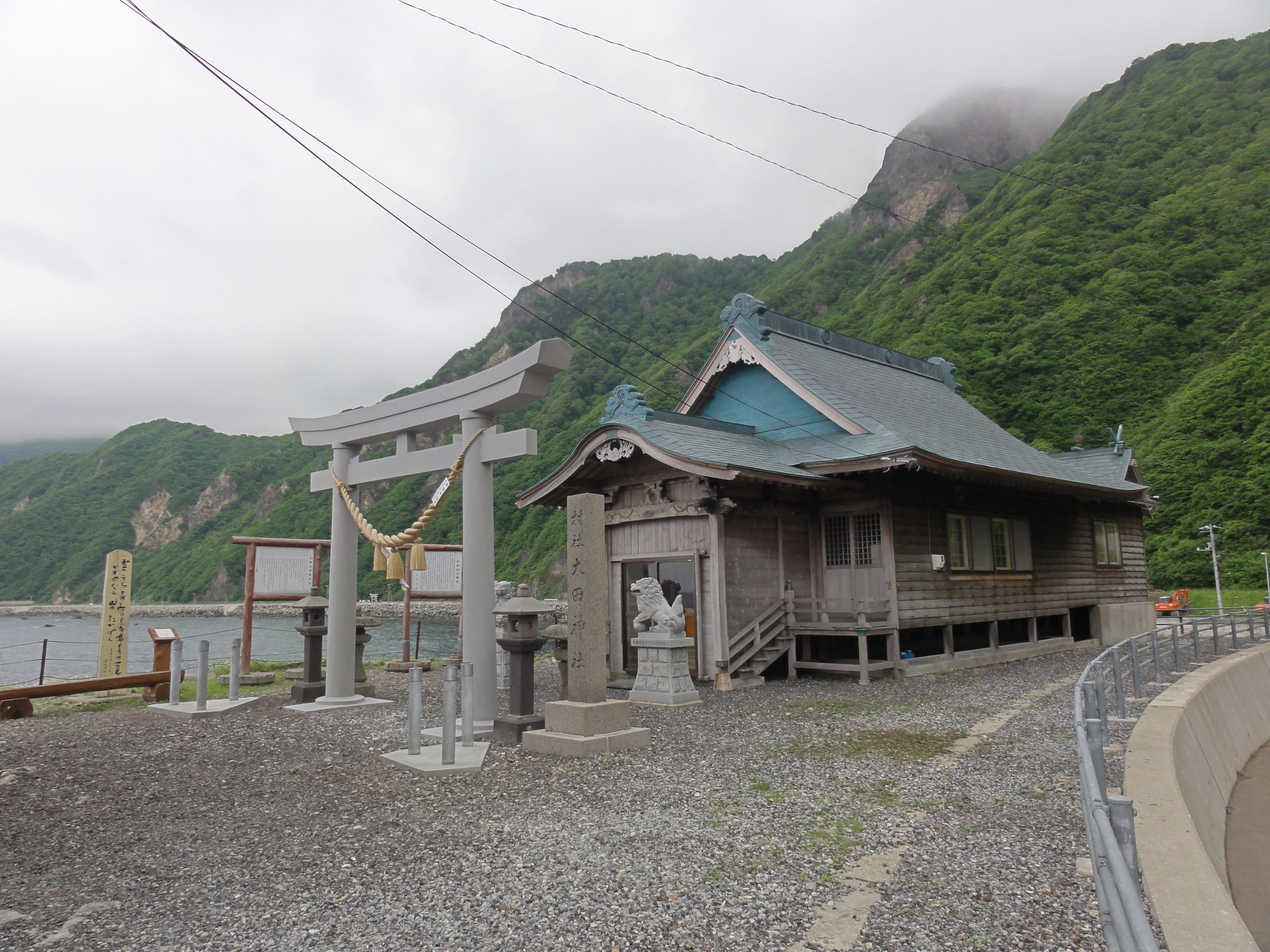
太田神社、上から2本目の電線辺りに太田山神社の拝殿がある
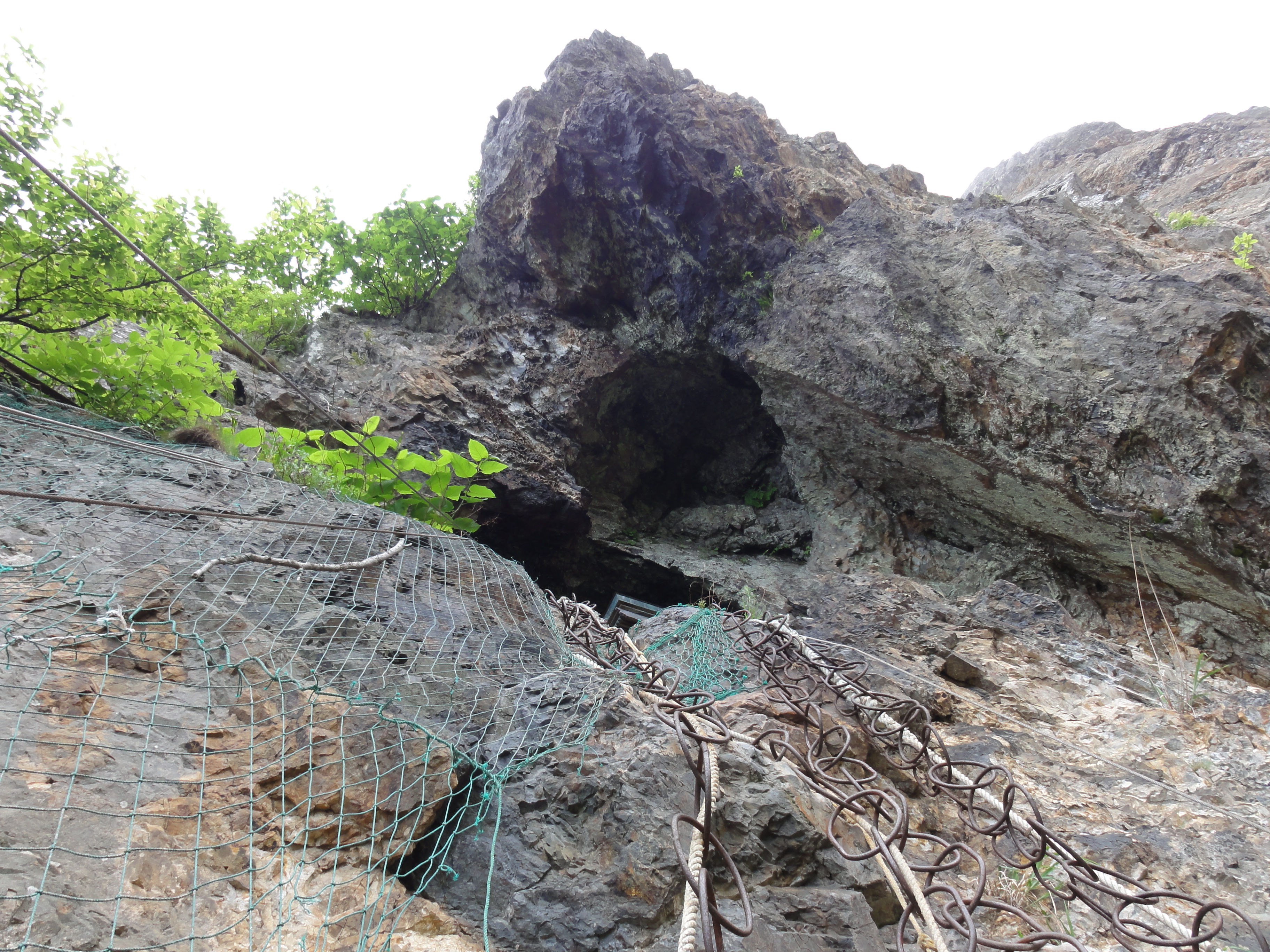
本殿前の崖、中央に見えるのが本殿
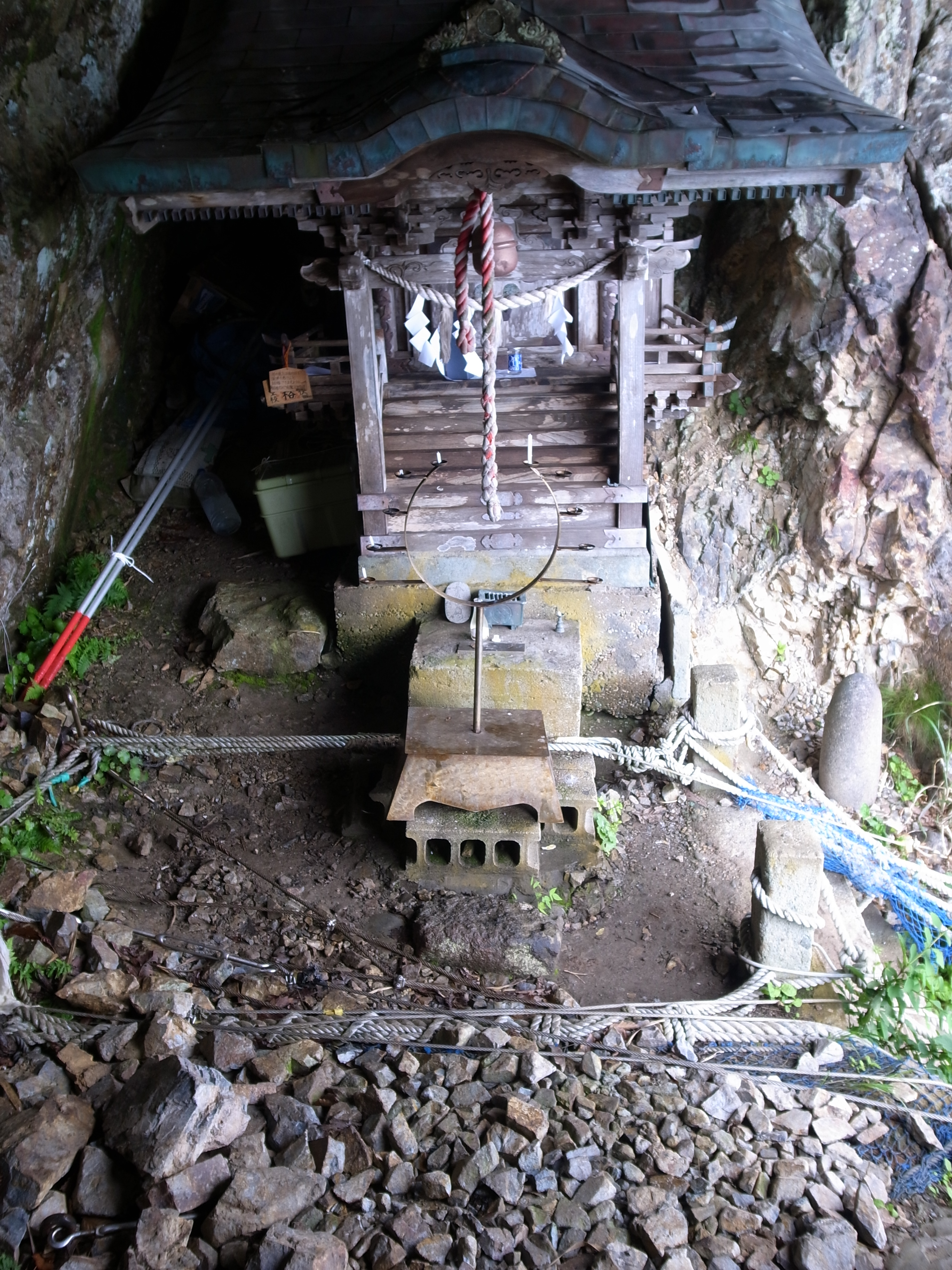
太田山神社 本殿
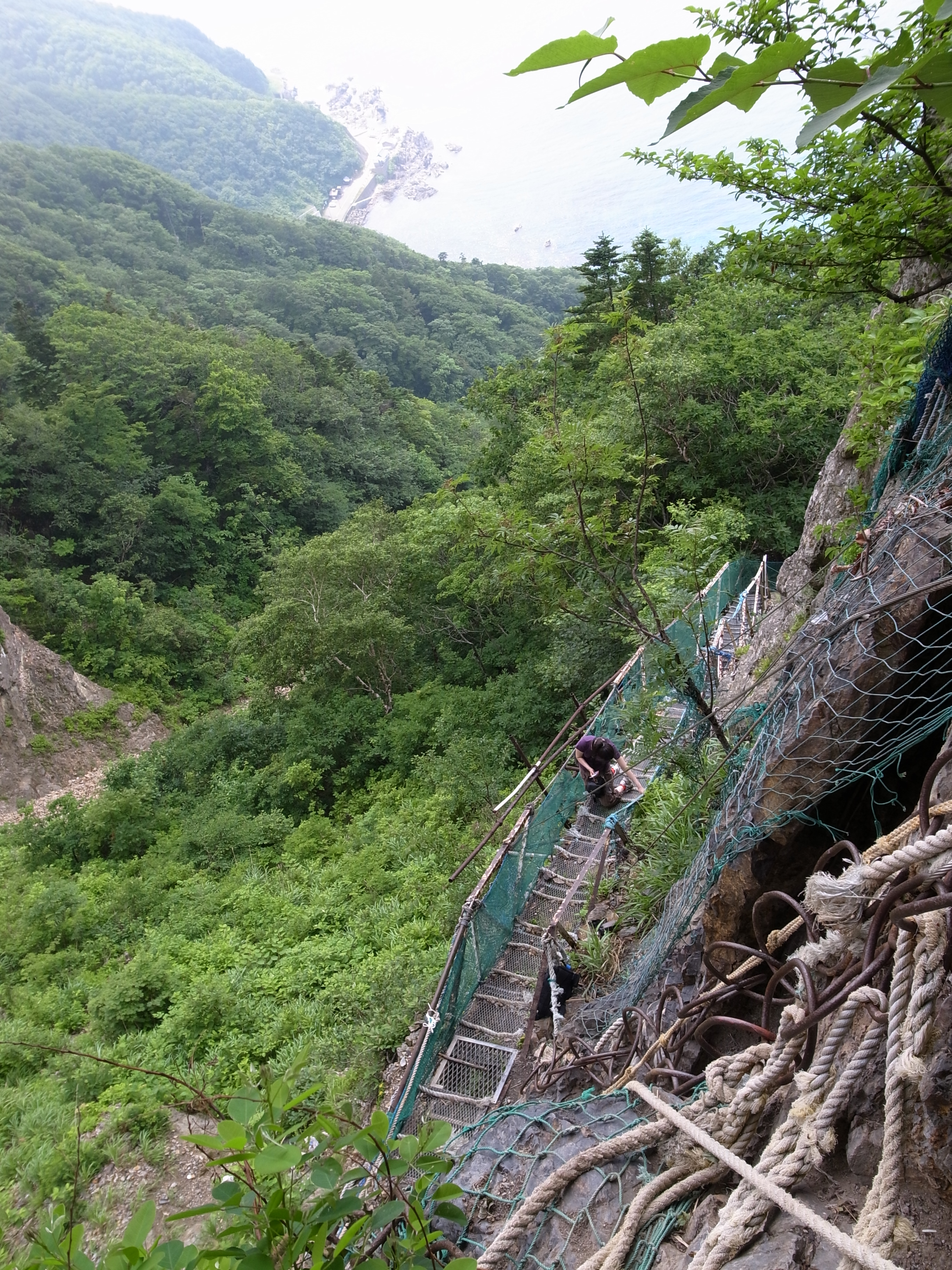
太田山神社 本殿からの風景